# 阿洛尼
阿洛尼（法語：Allogny，法語發音：[alɔɲi]）是法国谢尔省的一个市镇，位于该省西部偏北，属于布尔日区。

## 地理
阿洛尼（47°13'34"N, 2°19'23"E）面积49.53 平方千米，位于法国中央-卢瓦尔河谷大区谢尔省，该省份为法国中部省份，北起卢瓦雷省，西接卢瓦-谢尔省和安德尔省，南至克勒兹省，东南接阿列省，东临涅夫勒省。
与阿洛尼接壤的市镇（或旧市镇、城区）包括：阿卢伊、梅里埃斯布瓦、巴朗容河畔讷维、圣埃卢瓦德日、圣洛朗、圣马丹多克西尼、武兹龙。

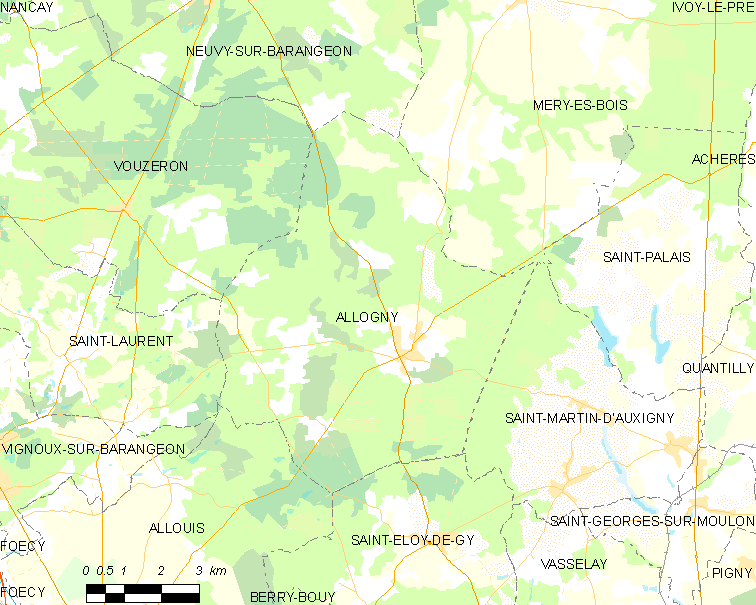
阿洛尼的OSM定位图

阿洛尼的时区为UTC+01:00、UTC+02:00（夏令时）。

## 行政
阿洛尼的邮政编码为18110，INSEE市镇编码为18004。

## 政治
阿洛尼所属的省级选区为圣马丹多克西尼县。

## 人口

1962-2008年间阿洛尼人口变化图示

阿洛尼于2022年1月1日时的人口数量为1130人。